# Quercus floccosa
Quercus floccosa — вид рослин з родини букових (Fagaceae), ендемік Мексики.

## Опис
Рослина заввишки понад 3 м. Листки великі, овально-еліптичні, віддалено зубчасті, шорсткі, поля не загнуті.

## Середовище проживання
Ендемік Мексики; росте на висотах від 2600 до 3300 метрів.